# Esteve Bocskai
Esteve Bocskai (en hongarès: Bocskai István, eslovac: Štefan Bočkaj, romanès: Ştefan Bocskay); (1 de gener 1557 - 29 de desembre 1606) fou un noble hongarès de Transsilvània. Entre els anys 1604 i 1606 fou líder d'una revolta contra els Habsburg a la regió d'Hongria Reial (actualment Eslovàquia) així com a també a algunes parts de Moràvia i Àustria. Entre els anys 1601 i entre els anys 1605 i 1606 fou Voivoda (Príncep) de Transsilvània.
Nascut a Cluj-Napoca (en aquell moment rebia la doble denominació en hongarès Kolozsvár i en alemany Klausenburg), Bocskai era el membre més eminent de la família aristocràtica Bocskai i el fill de György Bocskai i Krisztina Sulyok. Com a conseller principal del Príncep Segimon Bathory, va aconsellar-li al seu sobirà formar part de l'aliança propulsada pel Papa Climent VIII aliant-se amb l'emperador Rodolf II, trencant així el pacte de vassallatge que els unia amb els otomans. Així Esteve va passar a prestar els seus serveis diplomàtics en missions freqüents a Praga i a Viena.
Un cop que Segimon hagué de dimití ascendí al tron el seu cosí, Andreu Báthory amb qui mantenia una relació de forta enemistat. Així aquest ràpidament va decretar la confiscació de les seves propietats, fet que portava a Bocskai a buscar la protecció del jutjat Imperial el 1599. Al llarg de la campanya de 1601 i poc després de la mort de Miquel el Valent va ocupar durant un breu temps el lloc de Voivoda de Transsilvània en espera de què arribés el seu antic aliat Segimon Bathory, al qual va cedir el tron.

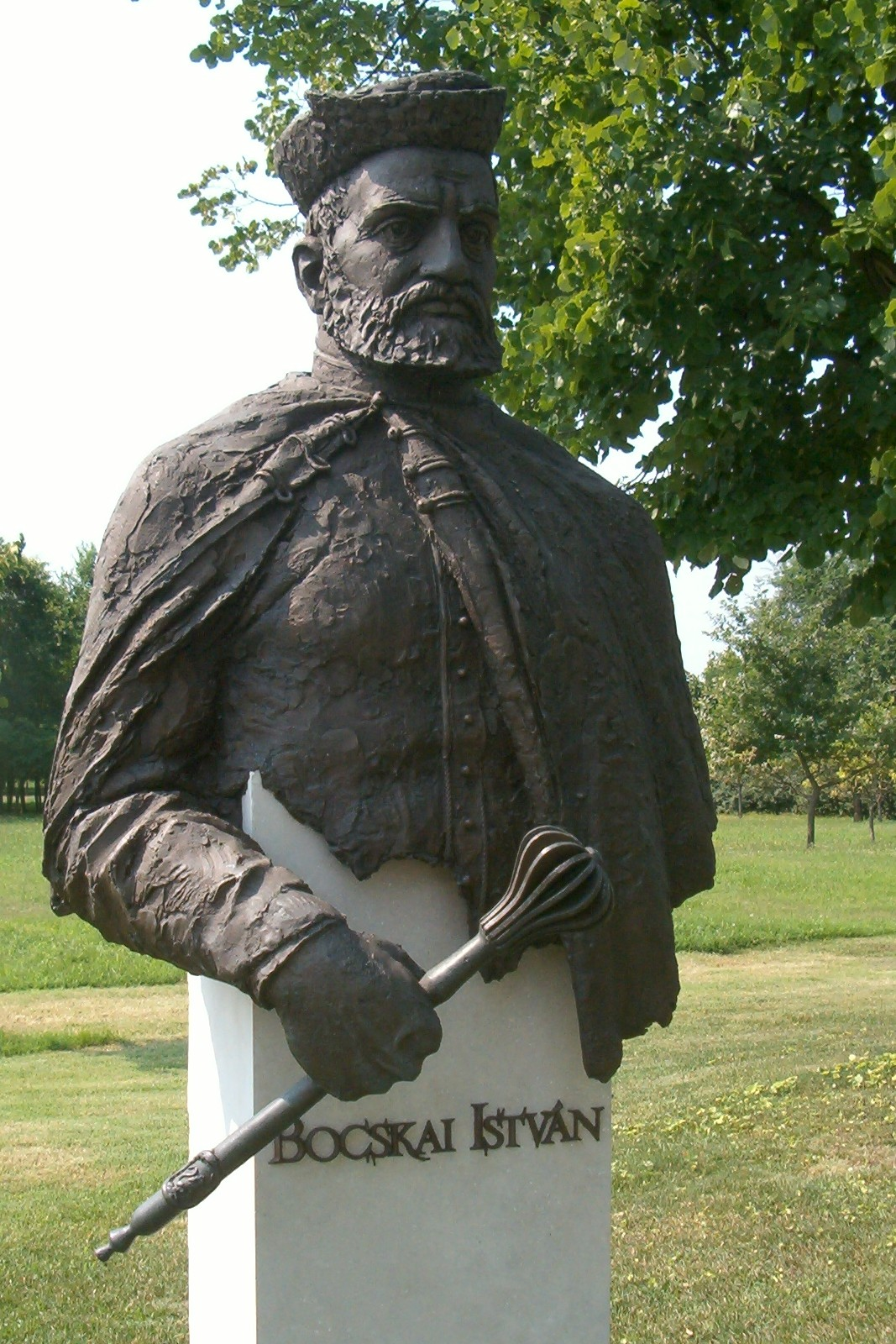
Bust de Esteve Bocskai a Ópusztaszer, Hongria.

Els intents de l'emperador Rodolf II de privar a l'Hongria Reial de la seva constitució i als protestants de les seves llibertats religioses van provocar el posicionament de Bocskai en contra dels imperials, posició que es va acabar radicalitzant després de les terribles atrocitats provocades a la població transsilvana pels generals imperials Giorgio Basta i Giacomo Belgiojoso entre els anys 1602 i 1604.
Per salvar la independència de Transsilvània, enfront de la voluntat de l'emperador d'anexionar-se el Principat al Regne d'Hongria, Bocskai va demanar ajut als turcs otomans. L'any 1604 amb les seves tropes feia fora al General Basta de Transsilvània i el Parlament hongarès reunit a Mediaş (en alemany Mediasch, en hongarès Medgyes) l'elegia Voivoda de Transsilvània; essent aquesta elecció acceptada pel Sultà enviant-li a Bocskay un enviat especial per saludar i oferir-li la possibilitat de convertir el Principat de Transsilvània en un regne, tal com ho prova la corona reial que li feu arribar, fet que Esteve rebutjava, tot i que acceptava l'aliança amb la Sublim Porta.

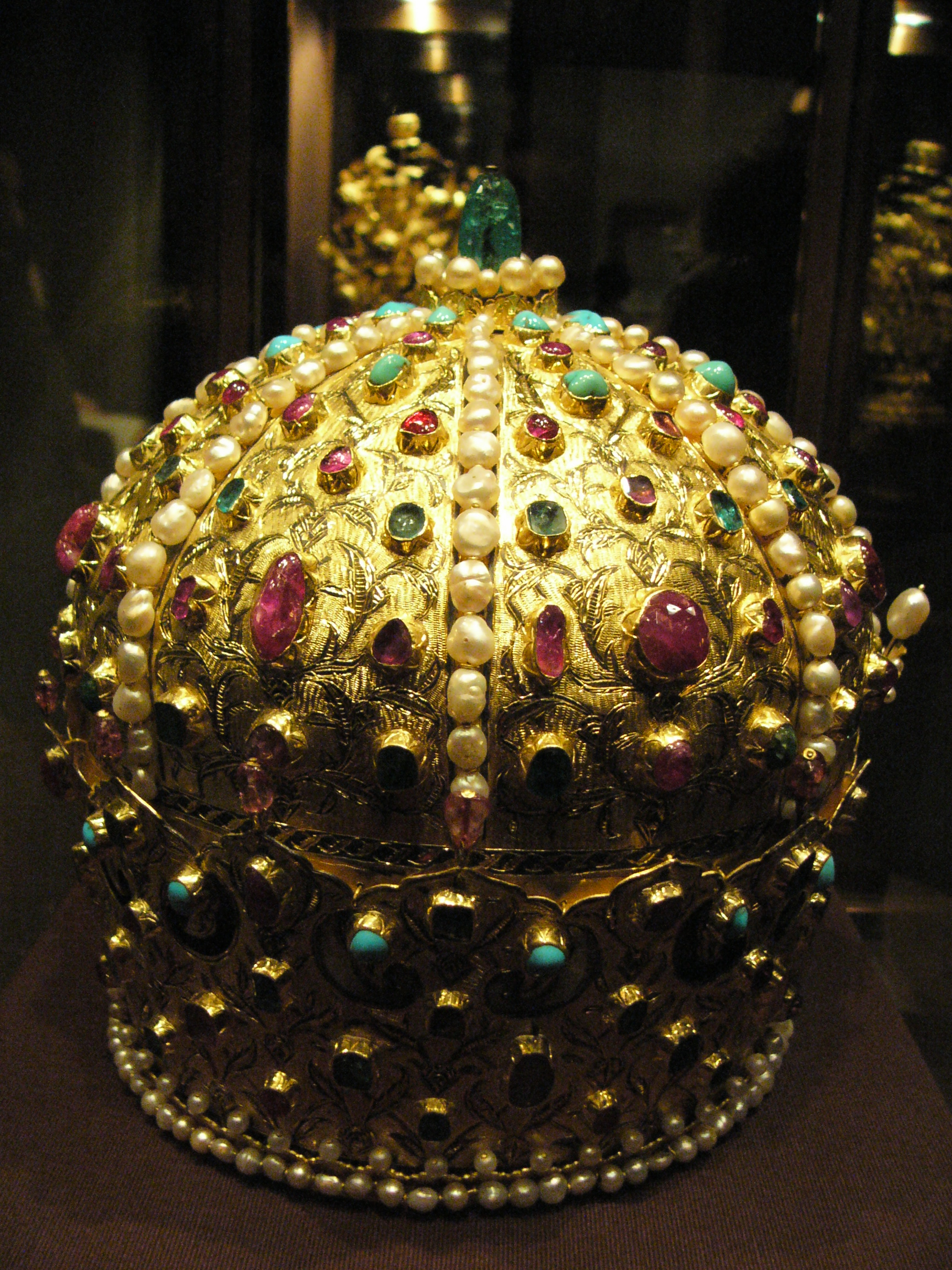
Corona reial enviada pel Sultà otomà Ahmed a Esteve Bocskai

Per la seva banda l'Arxiduc Maties, per intentar salvar les províncies hongareses del Sacre Imperi Romanogermànic deixava de banda les desviacions mentals del seu germà Rodolf II i negociava amb Esteve un pacte per tal d'evitar un atac otomà. Així se signava la Pau de Viena el 23 de juny de 1606 per la qual es garantia tots els drets constitucionals i religiosos i privilegis dels hongaresos tant a Transsilvània com a l'Hongria Reial. Bocskai era reconegut com a Príncep de Transsilvània per l'emperador, i es reconeixia de forma oficial el dret als transsilvans a elegir els seus propis prínceps independents en el futur. A més Esteve Bocskay rebia com a patrimoni personal la fortalesa de Tokaj i els comtats de Bereg, Szatmár i Ugocsa, havent de retornar aquests dominis al patrimoni imperial en cas que morís sense descendència.
Paral·lelament al riu Žitava se signava la Pau de Žitava entre els imperials i els otomans, tractat que confirmava la Pau de Viena. Bocskai sobreviuria molt poc a aquest triomf diplomàtic, ja que el 29 de desembre de 1606 era presumptament enverinat a Košice (en alemany Kaschau i en hongarès Kassa) pel seu canceller, Mihály Káthay. Aquest posteriorment fou executat i escuarterat pels seus partidaris al mercat de la ciutat, mentre Esteve Bocskai deixava el tron de Voivoda de Transsilvània a Segimon II Rákóczi.